# Agilulf van Metz
Agilulf, ook wel Aigulf genoemd (rond 537 n.Chr - 601 n.Chr), was  tussen 590 of 591 en 601 bisschop van Metz. Hij was de voorganger van Arnoald. Hij was een zoon van Ferreolus van Rodez en zijn vrouw Dode. 